# Alcubilla de Nogales
Alcubilla de Nogales est une commune espagnole de la province de Zamora située dans la communauté autonome de Castille-et-León.